# Горне-Успенский монастырь
Горне-Успенский монастырь (также Успенский Горний монастырь или просто Горний монастырь) — женский монастырь Вологодской епархии Русской православной церкви, расположенный в исторической части Вологды, в Верхнем Посаде, в районе, ограниченном улицами Завражская, Бурмагиных и Мохова.
Основан в 1590 году, закрыт в 1924 году. Отдельные здания сохранились и отреставрированы, другие сохранились частично или полностью утрачены. Является комплексом памятников архитектуры (категория охраны местная). Возрождён в 2014 году.

## История
Монастырь получил название по местности, на которой располагался (когда-то она называлась «горой»), и соборной церкви Успения Божией Матери.
Монастырь основан в 1590 году старицей Домникией, в годы царствования Фёдора Иоанновича и правления архиепископа Вологодского и Великопермского Ионы Домникия стала первой настоятельницей. Дата основания монастыря устанавливается на основании двух сохранившихся грамот (одна из них — челобитная 1613 года, поданная старицами монастыря архиепископу Сильвестру).
Первым каменным зданием монастыря был одноэтажный больничный корпус, выстроенный во второй половине XVII века. В 1692—1699 годах построена соборная церковь Успения Божией Матери с колокольней и приделом (зимней церковью) преподобного Сергия Радонежского. В 1709—1714 годах построена надвратная церковь Алексия, человека Божия. Каменной оградой с четырьмя башенками по углам монастырь обнесён со всех сторон в конце 1790-х годов.
В 1792 году в монастыре был пожар, уничтоживший все деревянные постройки. Сгорели и многие документы, поэтому сведений об истории монастыря до XIX века сохранилось немного.
В 1824 году монастырь посетил император Александр I. В 1826—1828 годах на его средства был построен двухэтажный настоятельский корпус.
В 1860 году по указу Святейшего Синода к Горнему Успенскому монастырю была приписана Николаевская Озерская (бывшая когда-то монастырской) церковь.
В 1870—1890-х годах строятся здания сиротского приюта и епархиального женского училища. Монастырь до конца XIX века служит местом ссылки для женщин за прелюбодеяние и проституцию.
В 1880 году перестраивается колокольня.
В 1888 году епископ Феодосий преобразовал приют при монастыре в епархиальное женское училище, которое в 1903 году переехало в новое здание за пределами монастыря.
В 1918 году монастырь был закрыт, но часть монахинь оставалась в нём до 1923—1924 годов, пока он не был окончательно отдан под нужды Красной Армии. Успенский собор оставался действующим до 1924 года. После выселения некоторые из монахинь поселились в домах рядом с монастырём. В советский период на территории монастыря располагались пересыльная тюрьма НКВД для политических заключенных и для спецпереселенцев, а также воинская часть (солдатская столовая). Монастырская ограда была разрушена.
В 1995 году началось восстановление Успенского храма, и с 1996 года в нём стали проводиться службы. Игуменский дом и здание приюта используются под магазины и склады.
15 ноября 2014 года, после совершения всенощного бдения в Успенском храме, глава Вологодской митрополии митрополит Вологодский и Кирилловский Игнатий (Депутатов) осмотрел сохранившийся на территории Успенского прихода настоятельский двухэтажный корпус. В ходе осмотра здания и оценки его сохранности и пригодности для проживания монахинь, он принял решение образовать Горне-Успенский женский монастырь в статусе Архиерейского подворья. За год бывший игуменский корпус был подготовлен для проживания сестер обители и размещения в нём регентского отделения Вологодской духовной семинарии. 24 декабря 2015 года Священный Синод Русской православной церкви постановил открыть монастырь и назначить на должность игумении монахиню Филарету (Дорохину). 26 декабря митрополит Игнатий возвёл монахиню Филарету (Дорохину) в игуменское достоинство с вручением посоха и возложением наперсного креста.
После возрождения монастыря был выполнен капитальный ремонт нескольких помещений келейного корпуса, произведена замена части кровли старинного здания, создано монастырское подсобное хозяйство, развивается иконопись и швейное дело.

## Постройки

### Храм в честь Успения Божией Матери
Успенская церковь, давшая впоследствии название монастырю, а также Успенской трети Вологды, была впервые построена и освящена на этом месте значительно раньше основания монастыря.
Первая деревянная церковь Успения была одним из древнейших строений Вологды. В 1303 году на праздник Успения новгородский епископ Феоктист освятил в Вологде церковь Пресвятой Богородицы. Вероятно, эта «церковь пречистая старая» сгорела «со всем узорочьем и с ыконами, и с кузнью, и с книгами, да и монастырь весь» в 1499 году. Под «монастырём», возможно, имеются в виду несколько келий, существовавших при храме, которые, однако, официально монастырём не являлись. На её месте была построена также деревянная церковь Успения, которую в свою очередь сменил нынешний каменный Успенский храм, построенный уже как монастырский собор.
Каменный холодный Успенский собор с колокольней и тёплой зимней церковью (приделом) преподобного Сергия Радонежского был построен в 1692—1699 годах на месте двух прежних деревянных церквей на пожертвования царей Иоанна Алексеевича и Петра Алексеевича,. В 1691 году начали «ров копати и набутили», а с 1692 года началось строительство самого здания, которое было закончено в 1694 году. 23 мая 1695 года храм был освящён архиепископом Вологодским и Белозерским Гавриилом.
Кресты на куполах были позолочены. Известно, что собор именовали «Золотые кресты». Находящаяся рядом с монастырём церковь Николая Чудотворца на Горе на данный момент также называется «Золотые кресты», но, как следует из архивных документов первой половины XVIII века, изначально он дополнительно назывался «у Золотых Крестов», то есть имелось в виду, что он находился недалеко от Успенского собора. В 1761 году в Успенском монастыре произошёл пожар, своды и главы храма были сильно повреждены и утратили свой золотой узор. Вследствие этого название «Золотые кресты» перешло к церкви Николая, которая стала именоваться «Никола на Горе» — «Золотые кресты».
Внешне Успенский храм больше напоминает обычную приходскую церковь, нежели монастырский собор. Его архитектура основывается на традициях зодчества XVI века. Основная часть здания кубической формы. Её венчают один световой и четыре декоративных барабана, украшенных аркатурой и несущих крупные луковичные главки. Декор фасадов довольно скупой: плоские лопатки, простые карнизы, наличники окон из валиков.
В 1880 году придел, трапезная и колокольня были перестроены в русском стиле.
В середине июля 1924 года собор перешёл в ведение отдельной роты связи Энской дивизии. 26 июля в нём был устроен первый киносеанс для красноармейцев.
Успенская соборная церковь с приделом Сергия Радонежского является памятником архитектуры (категория охраны местная). На данный момент храм восстановлен и является действующим. Составляет единый приход с церковью Константина и Елены.

#### Иконы Успенского собора
К моменту закрытия Успенский собор имел резной золочёный пятиярусный иконостас.
Из Успенского собора происходят две выдающиеся иконы — Успение Богоматери и Воскресение — Сошествие во ад, обе XVI века, и обе, вероятно, имеют вологодское происхождение. После закрытия монастыря иконы находятся в экспозиции Вологодского государственного историко-архитектурного и художественного музея-заповедника (ВГИАХМЗ).
Икона Успения Богоматери являлась храмовым образом Успенского собора, куда была перенесена из деревянной церкви Успения, созданной на месте сгоревшего в 1499 году храма.
В собрании ВГИАХМЗ находится также рама с клеймами жития Богоматери начала XVIII века, которую по стилю относят к мастерской Ивана Григорьева Маркова. Икона трижды поновлялась, дважды украшалась окладами (сначала — басменным, затем — серебряным чеканным), реставрирована в 1977 году Николаем Федышиным.
Известно также об имевшихся в Успенском соборе «старинных» иконах Спасителя и преподобного Сергия Радонежского.
- Успение Богоматери. Первая четверть XVI века. ВГИАХМЗ, Вологда
- Успение Богоматери, фрагмент: Иисус. Первая четверть XVI века. ВГИАХМЗ, Вологда
- Воскресение — Сошествие во ад. Вторая четверть XVI века. ВГИАХМЗ, Вологда
- Воскресение — Сошествие во ад, фрагмент: ангелы. Вторая четверть XVI века. ВГИАХМЗ, Вологда

### Придел Сергия Радонежского
Тёплая придельная церковь Сергия Радонежского расположена с северной стороны Успенского собора. Её строительство началось в 1692 году и закончилось в 1697—1698 годах. Достроен придел Сергия был подмастерьем Василием Карповым, имевшим прозвище «Варган», с сыном Дмитрием. Работал он также «с товарыщи», крестьянами Спасо-Прилуцкого монастыря из села Коровничье.
Церковь во имя преподобного Сергия Радонежского одноэтажная, одноглавая, трёхпрестольная. Имеет обширную трапезную, на правой стороне которой находился придел во имя святого благоверного князя Александра Невского и преподобного Иосифа иконописца, устроенный 4 апреля 1866 года и освящённый в 1712 году. На левой стороне трапезной имелся придел во имя святого Николая Мирликийского, упоминаемый в монастырской описи 1634 года и освящённый в 1714 году.
В настоящее время находится в предаварийном состоянии и нуждается в срочном проведении работ по укреплению стен и сводов. 6 марта 2019 года на телеканале «Спас» было объявлено о сборе средств на проведение противоаварийных работ.

### Колокольня Успенского собора
Колокольня монастыря, построенная в конце XVII века одновременно с Успенским собором, была шатровая по форме и связана с храмом.
В 1880 году из-за «открывшихся повреждений» колокольня была перестроена и находится с западной стороны, над входом в собор. Колокольня двухъярусная, вверху постепенно сужающаяся в виде шатра. Высота колокольни с крестом около 36 м (17 саженей). На колокольне 10 колоколов: самый большой весит около 4 тонн. На втором ярусе колокольни было устроено помещение для ризницы.

### Алексеевская церковь
Алексеевская надвратная церковь сооружена в 1709—1714 годах, освящена в 1720 году во имя преподобного Алексия, человека Божия. Для завершения её строительства игуменье с монахинями пришлось «на Москве и в городах собирать по верующим… кто что подаст».
Надвратная церковь была каменная, холодная (то есть неотапливаемая), одноэтажная, одноглавая, однопрестольная. Имела под собой Святые врата с двумя пролётами: большим и малым. Первоначально предполагалось освятить в церкви два престола: первый — во имя святителя Николая Чудотворца, второй — во имя Алексия, человека Божия. Нижний этаж не имел украшений на фасаде, был включён в ограду монастыря и служил подклетом храма. Верхний этаж занимал непосредственно сам храм с четырьмя окнами, придававшими зданию жилой вид. Фасад второго этажа был богато украшен полуколоннами и наличниками с барочными фронтонами, характерными для начала XVIII века. Купол церкви был выполнен в классическом стиле. В 1890-е годы была построена новая монастырская ограда, в связи с чем церковь перестала быть надвратной.
В храме находился древний образ Спаса Нерукотворного с изображением многих святых. Двухъярусный иконостас, который был создан в одно время с церковью, украшала золотая резьба по голубому фону.
Алексеевская надвратная церковь является памятником архитектуры (категория охраны местная). В настоящее время церковь находится в полуразрушенном состоянии. Существуют планы восстановления Алексеевской церкви и возрождения в ней богослужений.

### Игуменский дом
Двухэтажный игуменский дом построен в 1826—1828 годах в стиле провинциального классицизма. Средства на строительство были выделены императором Александром I после посещения монастыря 17 октября 1824 года.
В верхнем этаже помещалась игумения с казначеей, в нижнем — их келейные, а также кухня с кладовыми.
Дом игуменьи является памятником архитектуры (категория охраны не установлена).

### Приют и училище
Впервые мысль о создании училища была высказана преподобным Христофором 7 ноября 1862 года. Сиротский приют появился в 1869 году, когда игуменья Севастиана по совету и с благословения преосвященного Палладия приняла на полное попечение 10 девочек, в основном сирот духовенства.
Изначально приют размещался в игуменском доме, но вскоре было решено построить для него двухэтажный дом, который был заложен 25 сентября 1870 года в день преподобного Сергия Радонежского, храмовый праздник тёплой монастырской церкви. Строительство началось в 1871 и завершилось в 1873 году.
К началу 1880-х было решено соединить игуменский дом и здание приюта, достроив новый трёхэтажный корпус из-за возросшего количества воспитанниц, число которых доходило до сорока пяти в год. Строительство велось на средства епископа Феодосия (Шаповаленко) (до 10 тысяч рублей), и ещё 9,5 тысяч рублей он потратил позже на его обустройство.
Полный курс обучения в приюте был шестилетним: три класса, по два года каждый. Преподавались чтение, письмо, «Закон Божий», объяснение богослужения, священная и отечественная история, русский язык, география, арифметика, пение и рукоделие. Всего с 1873 по 1888 год было 7 выпусков в количестве 106 воспитанниц.
В 1888 году епископом Феодосием приют был преобразован в епархиальное женское училище. На его устройство Феодосий пожертвовал около 20 тысяч рублей и выделил капитал в 10 тысяч рублей, с которых шли проценты на содержание приюта. Выпускницы получали аттестат на звание домашней учительницы, и половина из них преподавала в церковно-приходских школах. В 1902—1903 годах училище переехало в новое здание на Златоустинской набережной (сейчас набережная VI армии, 113), а на его месте был устроен детский приют.
Дом воспитанниц приюта является памятником архитектуры (категория охраны не установлена).

### Богадельный корпус
Богадельный (или больничный) корпус находился к северо-востоку от приюта. Он был построен на средства архиерейского дома при епископе Симоне, управлявшем с 1664 по 1684 год, для призрения в нём двенадцати престарелых и больных стариц. Богадельный корпус стал первым каменным зданием монастыря. В 1870 году к нему был надстроен второй деревянный этаж с деревянной крышей. С 1871 года в нём проводились общие трапезы и чтение псалтыри.

### Ограда
До конца 1790-х годов монастырь был обнесён деревянной оградой. В 1890-е была выстроена новая, каменная, с четырьмя башенками по углам, которая в диаметре значительно превосходила старую деревянную. По высоте она была около 3 метров (4—5 аршин), по длине около 780 метров (365 саженей). В ограде было двое ворот. С восточной стороны находились большие въездные Святые ворота из двух пилонов, украшенных круглыми окнами. С южной стороны находились малые пешеходные.

## Прочие здания
В монастыре находились ещё несколько строений:
- деревянный двухэтажный дом с деревянной крышей для проживания сестёр. Находился рядом с богадельным корпусом. Был построен в 1869 году;
- деревянный одноэтажный дом с деревянной крышей для проживания больных сестёр. Находился к югу от игуменского дома. Был построен в 1875 году Н. Н. Ратаевой;
- пятнадцать деревянных келий, в которых жили в основном рясофорные и белицы;
- два амбара;
- два погреба;
- баня с прачечной;
- деревянный каретник с конюшнями.

Кроме того, монастырю принадлежали несколько зданий за оградой:
- деревянный одноэтажный дом на каменном фундаменте с прилежащими землями. Был приобретён в 1875 году на монастырские средства;
- деревянный одноэтажный дом. Был пожертвован в 1881 году Софьей Александровной Засецкой, вдовой титулярного советника[27].

## Монастырские угодья
Монастырю принадлежали двенадцать сенокосных дач в Вологодском и Грязовецком уездах:
- Крестовка;
- Новокупка;
- Большая Четверть;
- Малая Четверть;
- Березовка;
- Забережица;
- Попадейка;
- Лыкуша;
- Черепаниха;
- Чищенье;
- Бесовское;
- Галино Чищенье.

Также монастырю принадлежали 600 квадратных саженей земли в Грязовце, пожертвованных в 1877 году вдовой капитана Е. П. Ивановой, и земля при Николаевской Озерской церкви.

## Николаевская Озерская церковь
В 1860 году по указу Святейшего Синода от 30 апреля с целью увеличения содержания монастыря к нему была приписана бесприходная Николаевская Озерская церковь, принадлежавшая ранее одноимённому монастырю. Церкви принадлежали 73 десятины и 2041 квадратная сажень земли, а также 4450 рублей, пожертвованных бывшим священником Александром Соколовым.

## Настоятельницы монастыря
В списке приведены те промежутки времени, для которых имеются источники, что им управляла та или иная игуменья. При этом в пропущенные промежутки монастырём, возможно, управляли те же самые настоятельницы.
- С 1590 — Домникия[2][40];
- До 1613 года — две старицы: Евлампия и Говдела[40][41];
- На 1613 год — Анисья[40][41];
- 1613—1623 — вновь Домникия[40][41][42];
- 1623—1624 — Марьемьяна[40][43];
- 1639—1644 — Анна Левашева[40];
- 1649—1658 — Вера[20][40];
- 1660—1673 — Наталья[40][44];
- 1677—1685 — Екатерина[40];
- 1686—1688 — Анисия Зуева[40];
- На 1689 год — Агрипина Бердяева — переведена из Псковского Ильинского монастыря[40];
- 1690—1709 — Екатерина Лунинских[40][42][45][46], возможно, вместо Евгении до 1714 года[19];
- 1710—1713 — Евгения[40];
- В 1714 году — Афанасия[40][47];
- 1721—1722 — Досифея[40];
- 1738—1741 — Аркадия Скворцова[40];
- 1742—1746 — Евдокия[40];
- 1746—1770 — Аркадия[40];
- 1770—1784 — Араксана[40];
- 1784—1786 — Ирода[40];
- 1787—1795 — Анастасия[40];
- 1795—1805 — Дорофея[40];
- 1805—1814 — Феоктиста[40];
- 1814—1818 — Евстолия[40];
- 1818—1822 — Митрополия[40];
- 5 июля 1822 — 1839 † — Серафима — мещанская дочь, девица, определена в Горний монастырь послушницей 2 ноября 1809 года, в нём же была пострижена в монахини в 1816 году. Назначена казначеем 11 декабря 1818 года[40][42];
- 21 января 1840—1844 † — Мефодия[40];
- 13 августа 1844 — 1847 † — Евфрасия[40];
- 25 сентября 1847 — 17 декабря 1848 — Раиса — перемещена в настоятельницы Устюжского Иоаннопредтеченского монастыря[40][48];
- 2 февраля 1848 — 2 февраля 1850 † — Соломия[40];
- 27 мая 1850 — 22 ноября 1856 † — Раиса — повторно, перемещена из настоятельниц Устюжского Иоаннопредтеченского монастыря[40];
- 22 ноября 1856 — 7 июня 1857 — Амфилохия — казначея монастыря, управляла временно до назначения новой игуменьи[40];
- 7 июня 1857 — 1 ноября 1866 — Смарагда[40];
- 31 октября 1866 — 21 января 1871 † — Севастиана[34][40];
- 21 января 1871 — 4 июня 1871 — Виталия — казначея монастыря, управляла временно до назначения новой игуменьи[40];
- 4 июня 1871 — 27 декабря 1893 † — Арсения (Варвара Александровна Ярышкина, в девичестве — Болтина)[33][34][40][42];
- 20 февраля 1894—1904 — Сергия[33][42].